# CTIA/GTIA
CTIA/GTIA är versioner av co-processorer som hanterar grafik i en serie 8-bitars datorer från Atari. Dessa co-processorer tar emot den bild som delvis byggs upp av en annan grafikkrets kallad ANTIC för att utöver detta även lägga till sprites och kollisionsdetektion. Kretsarna är skapade av George McLeod.
Datorer tillverkade fram till och med 1981 var försedda med CTIA-kretsen, datorer tillverkade efter 1981 var försedda med den något förbättrade GTIA-kretsen.